# 斯坦伍德 (艾奥瓦州)
斯坦伍德（英語：Stanwood）是一個位於美國愛荷華州錫達縣的城市。

## 地理
斯坦伍德的座標為41°53′31″N 91°09′02″W / 41.89194°N 91.15056°W，而該地的平均海拔高度為256米（即840英尺）。

## 人口
根據2010年美國人口普查的數據，斯坦伍德的面積為1.86平方千米，當中陸地面積為1.86平方千米，而水域面積為0.00平方千米。當地共有人口684人，而人口密度為每平方千米367人。